# Thomas Luther
Thomas Luther est un joueur d'échecs allemand né le 4 novembre 1969 à Erfurt. Grand maître international, il a remporté trois fois le championnat d'Allemagne d'échecs (en 1993, 2002 et 2005), le mémorial Capablanca (tournoi B) en 1997 et le tournoi d'échecs d'Hastings 1994-1995.
Au 1er novembre 2016, il est le n°27 allemand avec un classement Elo de 2 533.

## Championnats du monde individuels
Lors du championnat du monde de la Fédération internationale des échecs 1997-1998, Luther battit Lajos Portisch au premier tour avant d'être éliminé par Vladimir Akopian. Lors du championnat du monde de la Fédération internationale des échecs 2001-2002, il battit Sergueï Ivanov au premier tour, puis perdit contre Ilya Smirin.

## Compétitions par équipe
Thomas Luther a représenté l'Allemagne lors de quatre olympiades (1998, 2000, 2002, 2006), remportant la médaille d'argent par équipe en 2000. Il joua au premier échiquier de l'équipe des mal-voyants en 2010 et marqua 6,5 points sur 10. Lors du championnat du monde d'échecs par équipe de 2002, il jouait au quatrième échiquier, remportant une médaille d'argent individuelle, tandis que l'Allemagne finit quatrième de la compétition.